# Самуд
Саму́д (араб. ثمود‎), самудя́не, в исламе — один из «коренных», исчезнувших народов Аравии, согласно Корану, уничтоженный Аллахом за свои прегрешения — отказ следовать увещеваниям и запретам посланного к ним пророка Салиха.

## История
Согласно античным источникам, племя самудян обитало на севере Хиджаза, в том же районе, который указывает и наиболее распространённая мусульманская традиция. Самое древнее упоминание о самудянах датируется 715 г. до н. э. в записках ассирийского царя Саргона II, который упоминает их среди народов Восточной и Центральной Аравии, покорённых ассирийцами.
Самуд также упоминаются как «Tamudaei» в трудах Аристона Хиосского, Клавдия Птолемея и Плиния Старшего. На северо-западе Саудовской Аравии находятся многочисленные пещерные захоронения и постройки набатеев (например, Мадаин-Салих), которые могли послужить реальной основой для коранических описаний самудян.
Хотя коранический рассказ о самудянах носит назидательный характер, он может отображать реалии ранней арабской истории: убийство самудянами-земледельцами молочной верблюдицы, возможно, символизирует конфликт оседлых и кочевых племён Аравии. Коран содержит указание на знакомство аудитории Мухаммада со следами жизни самудян и адитов: «и ясны для вас их жилища». Картина гибели самудян в Коране [«сотрясение», «молниеносный удар»] напоминает описание землетрясения.
В Коране говорится, что пророк Салих был послан, чтобы спасти Самуд от трагической судьбы их предшественников-адитов, уничтоженных ураганом, но самудяне отвергли его проповедь единобожия. Средневековый историк Ибн Хальдун помещал самудян хронологически между амаликитянами и Химьяром, указывая на их родство.